# Jan Philipp Schaefer
Jan Philipp Schaefer (* 1977) ist ein deutscher Rechtswissenschaftler und Hochschullehrer. Er ist seit 2019/20 Professor an der Hochschule des Bundes für öffentliche Verwaltung.

## Leben
Jan Philipp Schaefer studierte Rechtswissenschaft an der Universität Bayreuth und an der Ruprecht-Karls-Universität Heidelberg. Das Studium schloss er 2002 mit dem Referendarexamen und 2006 mit dem Assessorexamen ab. 2006 wurde Schaefer an der Juristischen Fakultät der Ruprecht-Karls-Universität Heidelberg mit einer Arbeit zur Verfassungsordnung des Grundgesetzes zum Doktor der Rechtswissenschaften promoviert. Die Promotionsschrift erschien 2007 unter dem Titel Grundlegung einer ordoliberalen Verfassungstheorie. Die Grundbegriffe des Grundgesetzes in ordoliberaler Interpretation, entwickelt am Beispiel des Verbotes rechtsextremistischer Versammlungen wegen Gefährdung der öffentlichen Ordnung im Mohr Siebeck Verlag.
Von 2006 bis 2013 war Schaefer wissenschaftlicher Mitarbeiter und Habilitand am Institut für Staatsrecht, Verfassungslehre und Rechtsphilosophie der Universität Heidelberg. In dieser Zeit publizierte er als Herausgeber und Mitautor eine Vielzahl an wissenschaftlicher Beiträge, auch gemeinsam mit seinem Doktorvater Winfried Brugger.
2009 erhielt Schaefer den Förderpreis der deutschen Sektion der Internationalen Vereinigung für Rechts- und Sozialphilosophie.
Schaefer hielt von Februar bis März 2010 Gastdozenturen zum „European Union Law“ am Interdisciplinary Center in Herzliya (Israel), an der Royal Scientific Society in Amman (Jordanien) sowie an der Palästinensischen Al-Quds Universität in Abu Dis (Westjordanland).
2013 habilitierte sich Schaefer in Heidelberg. Er erhielt veniae legendi für Verfassungsrecht, Staatsrecht, Rechtsgeschichte, Verwaltungsrecht, Verfassungstheorie und Rechtsphilosophie. Die Habilitationsschrift Die Umgestaltung des Verwaltungsrechts. Kontroversen reformorientierter Verwaltungsrechtswissenschaft erschien 2016 im Verlag Mohr Siebeck. Das Erstgutachten übernahm Paul Kirchhof und Wolfgang Kahl die Zweitbegutachtung.
An der Ludwig-Maximilians-Universität München war Schaefer von 2013 bis 2019 Lehrstuhlvertreter am Lehrstuhl für Öffentliches Recht und Staatsphilosophie des Bundesverfassungsrichters Peter M. Huber. Im Wintersemester 2018/19 wurde er aus dem Rang eines Privatdozenten in den eines Universitätsprofessors berufen.
Im Sommersemester 2019 hielt Schaefer im Rahmen der Heidelberger Veranstaltungsreihe „Akademische Mittagspause“ mit dem Veranstaltungstitel „Recht verstehen, Recht gestalten – Herausforderungen des juristischen Denkens“ zwei Vorträge mit den Titeln: Die Aktualität der Weimarer Verfassung im Jahr 2019 und Stehen wir vor einem postkonstitutionellen Zeitalter?.
Seit 2019/20 lehrt Jan Philipp Schaefer als Professor Öffentliches Recht an der Hochschule des Bundes für öffentliche Verwaltung in Brühl.

## Privat
Schaefer ist verheiratet und Vater von zwei Kindern.

## Mitgliedschaft und Engagement
Schaefer ist ordentliches Mitglied der Vereinigung der Deutschen Staatsrechtslehrer.
Er gehörte zum Organisationskomitee der 48. Assistententagung Öffentliches Recht in Heidelberg (26.–29. Februar 2008) in Zusammenarbeit mit dem Max-Planck-Institut für ausländisches öffentliches Recht und Völkerrecht.